# Championnat du monde de polo 2004
Navigation
Édition précédente Édition suivante
Le championnat du monde de polo 2004, septième édition du championnat du monde de polo, a lieu du 9 au 19 septembre 2004 au Polo Club du Domaine de Chantilly, à Chantilly, en France. Il est remporté par le Brésil.